# Этыркэн
Этыркэ́н — посёлок в Верхнебуреинском районе Хабаровского края. Административный центр и единственный населённый пункт сельского поселения «Посёлок Этыркэн».

## География
Посёлок находится на расстоянии 197 км к северо-западу от рабочего посёлка Чегдомын, административного центра района. Самый западный населенный пункт в Хабаровском крае.

## Население
| 1992 | 2002 | 2010 | 2011 | 2012 | 2013 | 2014 |
| ---- | ---- | ---- | ---- | ---- | ---- | ---- |
| 1200 | ↘808 | ↘665 | ↗666 | ↘649 | ↘640 | ↘607 |
| 2015 | 2016 | 2017 | 2018 | 2019 | 2020 | 2021 |
| ↗624 | ↘600 | ↘590 | ↘567 | ↗577 | ↘572 | ↗580 |

## Улицы
| - ул. 40 лет Победы, - ул. Придорожная, | - ул. Самарская, - ул. Школьная. |

## Инфраструктура
В посёлке действуют одноимённая железнодорожная станция, Этыркенская дистанция пути, 2 лесозаготовительных предприятия, ЭЧ-8, ШЧ-13, РЦС-4.